# برايان فيوري
كان أحد الضباط المعروفين في الإنتربول، برايان فيوري (باليابانية: ブライアン・フューリー، بالروماجي: Buraian Fyūrī)، قد أصيب وقتل من قبل مسلحين أثناء إطلاق ناري في هونغ كونغ. وضعت جثته في عهدة الدكتورة أبيل من أجل الأبحاث العلمية وتم إنعاشه من أجل أن يكون وكيل أبيل للحصول على معلومات سرية حول جمع جيش يقوده السايبورغ. دخل برايان بطولة ملك القبضة الحديدية الثالثة من أجل قتل يوشيمتسو والدكتور بوسكونوفيتش، عدو أبيل.
في تيكن 4، برايان علم أن جسده آخذ في التدهور وأنه على وشك الموت. عندما علم بأن صانعته، الدكتورة أبيل أصبحت مستشارة الرئيس العلمي لدى ميشيما زايباتسو، أصبح ينمي احتقاراً لميشيما زايباتسو لأخذ أبيل بعيدا عنه، وتجاه أبيل نفسها، بسبب هجرها إياه. دخل برايان البطولة بأمل أن يصير رئيس ميشيما زايباتسو، بغية تمكينه من الدكتور أبيل بتعديل جسده ومنعه من الموت.
على الرغم من عدم فوزه، عثر برايان في النهاية على أبيل، واستخدم آخر أوقية من القوة لضرب أبيل من قبل أن يفقد وعيه. بعد ذلك، استيقظ برايان في المختبر ولكنه لم يستيقظ إلا عند الدكتور بوسكونوفيتش، الذي أخبره بأن يوشيمتسو قام بإنقاذه أثناء سرقته لقصر ميشيما زايباتسو، ووعده بنقل عقل برايان إلى جسد آخر، على الرغم من أن ذلك يتطلب سنة كاملة. وافق برايان بصمت وسمح لبوسكونوفيتش بأن يجعله ينام.
ولكن برايان استيقظ بعد شهر من ذلك، وأخبره بوسكونوفيتش بأن جسده كان معقداً لكي يعمل عليه، ولكن كملجأ أخير، قام بتثبيت مولد طاقة أبدية الذي سيسمح له بالخلود. بعد معرفته بذلك، هاجم برايان الدكتور بوسكونوفيتش وأعضاء قبيلة مانجي الذين عُينوا لحراسته، وغادر المختبر. دخل برايان بطولة تيكن 5، لاختبار أدائه مع المولد الجديد المثبت، ولم يعلم بأن يوشيمتسو كان يطارده من أجل الانتقام.
تدخل يوشيمتسو المتكرر أعاق آمال برايان في الكشف عن قوة المولد الحقيقية في بطولة ملك القبضة الحديدية الخامسة. بعدها بفترة وجيزة، وصلت خيبة برايان إلى القمة، وبدأ بتدمير كل شيء أمام مرآه مغادراً البطولة. مقوداً بالغضب، شارك برايان في معارك عديدة حول العالم، مسوياً كل شيء بشكل عشوائي في طريقه إلى ركام. ولكنه بدأ بالتعب من إعادة الأمر لنفسه مرات كثيرة. خلال هذه الفترة، وصله خبر بدأ بطولة تيكن 6. مع رؤيته لفرصة أخرى لاختبار قوة المولد، شارك برايان في البطولة.
تيكن 6: أثناء مشي برايان في ميدان المعركة، وهو يحمل قاذفاً للصواريخ وبندقية رشاش في كلتا يديه. تخلى برايان عن كليهما، ورفع عموداً فولاذياً، ورمى به على مروحية تسببت في اصطدامها به وانفجارها. مشى برايان بين ألسنة لهب الحطام، غير متأثر وضحك.

## وصلات خارجية
- تيكن ويكي
- تيكنبيديا الإنجليزية